# 돌콩
돌콩(학명: Glycine soja 글리키네 소야[*])은 콩과의 한해살이 덩굴식물이다. 콩(G. max)의 기원종으로 여겨진다.

## 분포
동아시아에 분포한다. 러시아 극동, 일본, 중국, 타이완, 한국이 원산지이다.

## 생태
줄기는 가늘고 물체에 감기며 2 미터 정도 벗어나간다. 아래를 향한 갈색 털이 빽빽하게 난다. 잎은 어긋나고 잎자루가 길이 7~16 센티미터로 길며 깃꼴 3출복엽이다. 소엽은 길이 3~8 센티미터, 너비 8~25 밀리미터로 달걀 모양 또는 타원꼴 피침형이며 가장자리는 밋밋하다. 꽃은 7~8월에 피고 연한 자주색이며 콩과답게 나비 모양 꽃이 잎겨드랑이에서 4~5개씩 총상꽃차례로 핀다. 열매는 꼬투리 열매로 길이 2~3 센티미터, 너비 4~5 밀리미터로 위를 향한 갈색 털이 빽빽하게 나며 9월에 익는다.

## 사진 갤러리

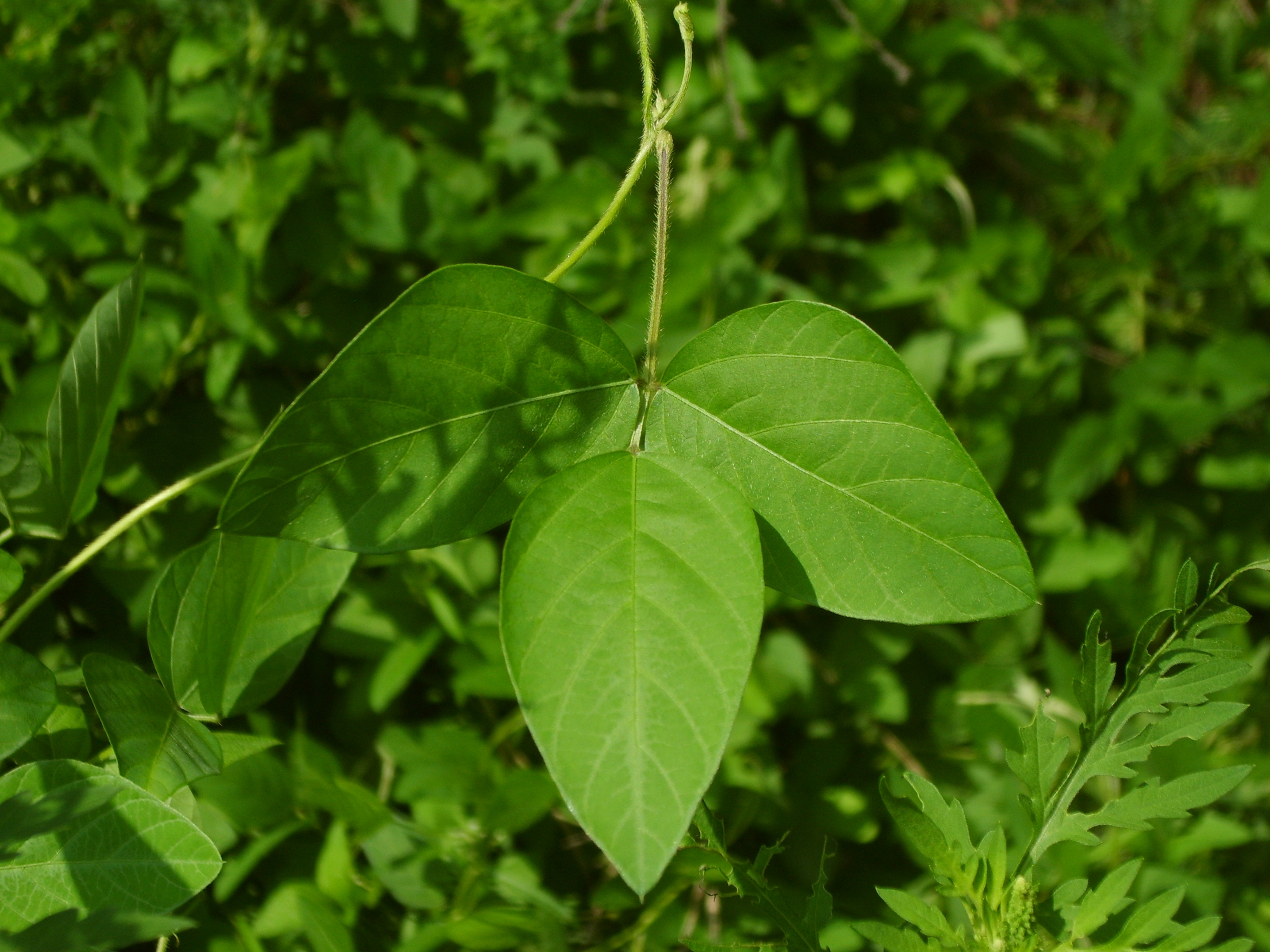
잎
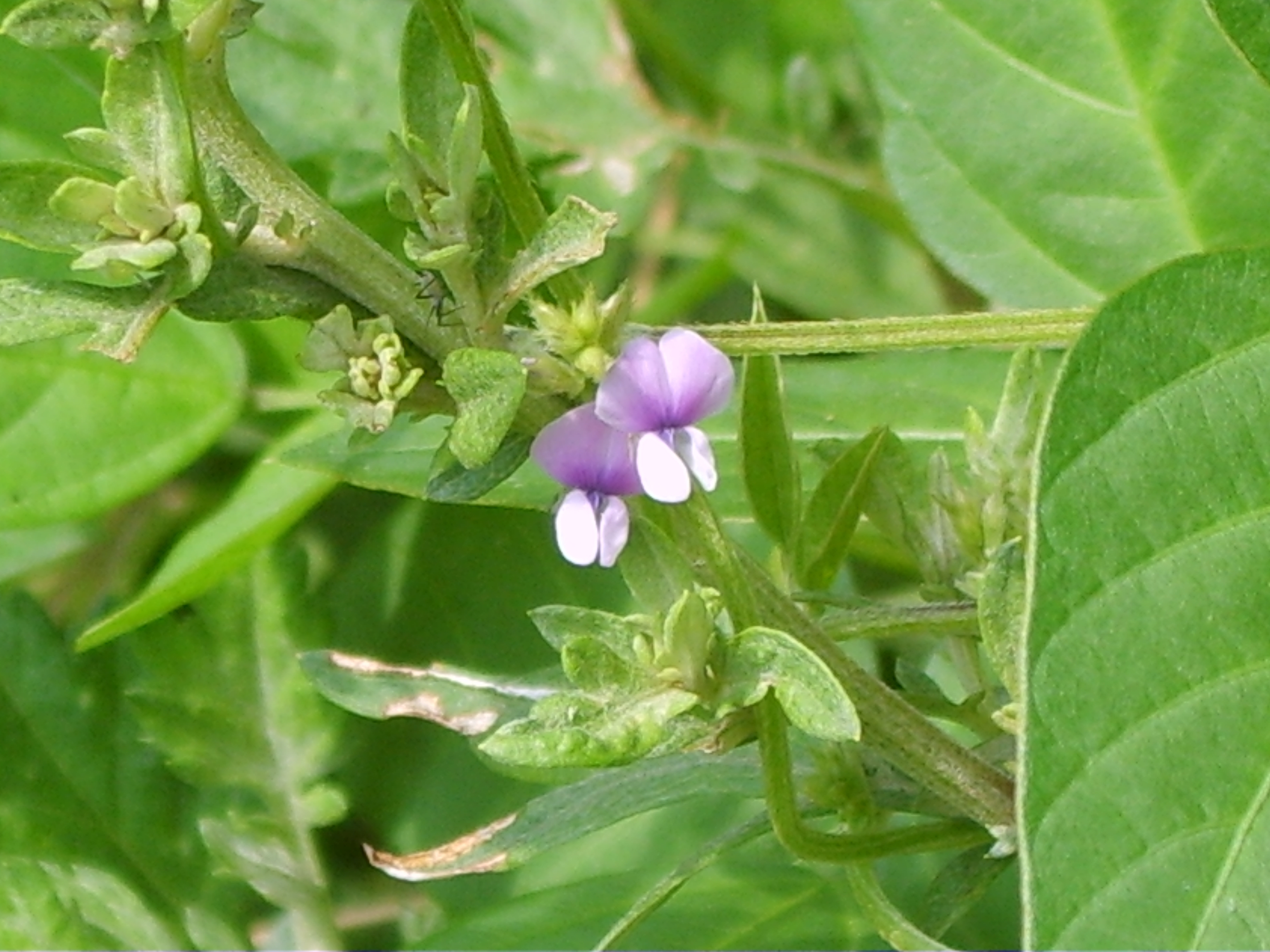
꽃
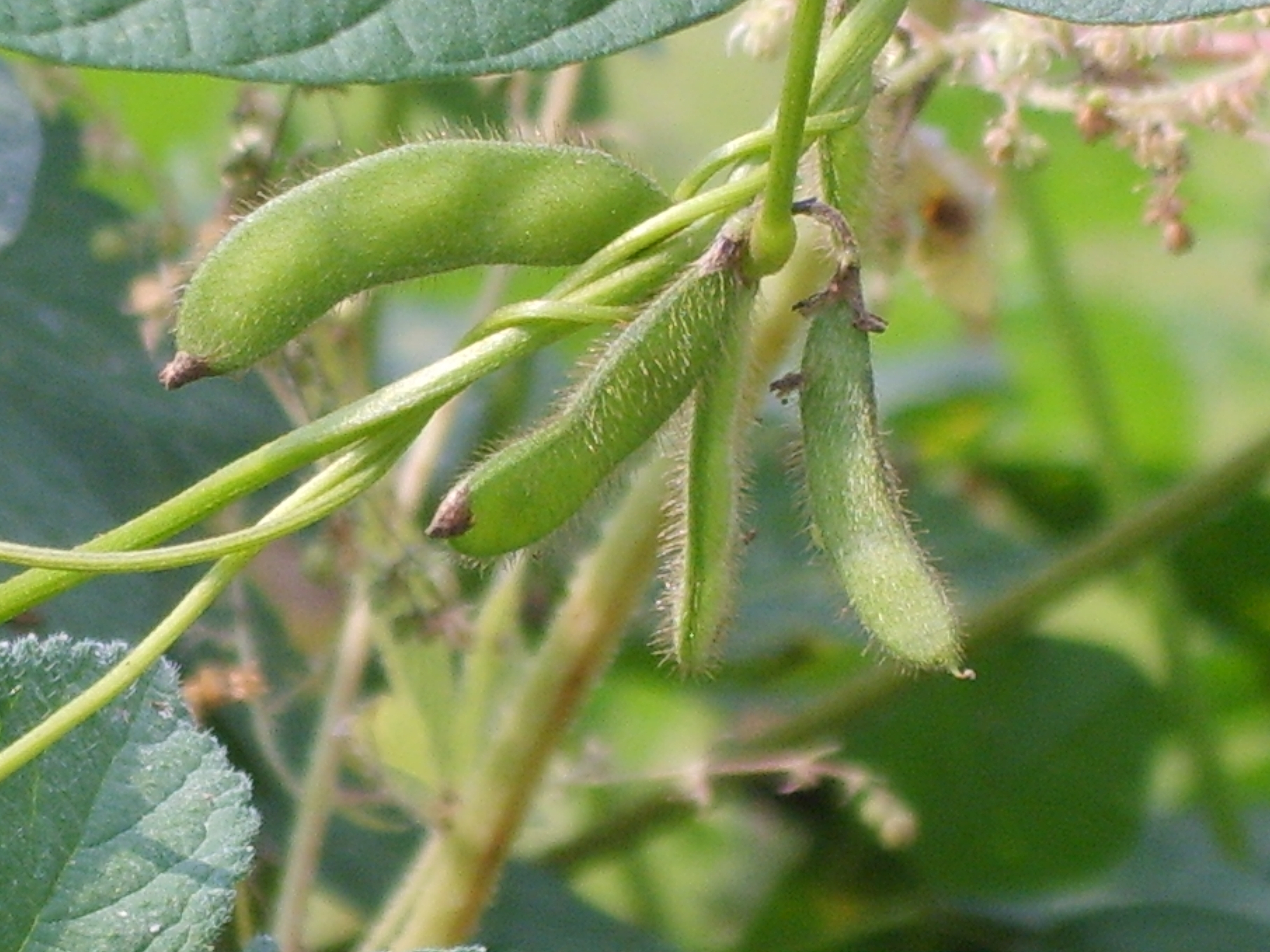
열매
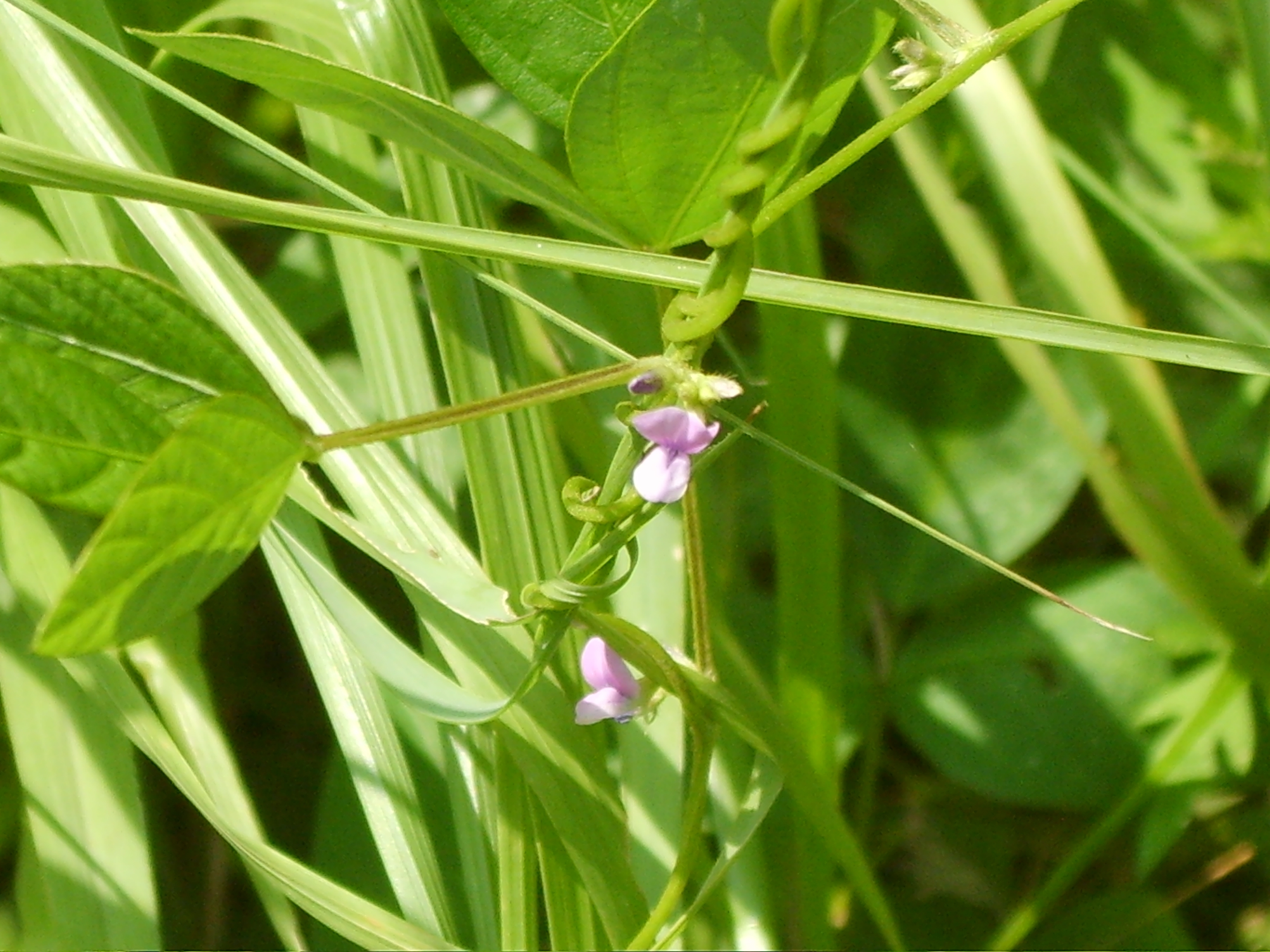
줄기가 다른 풀을 감고 오르는 모습

## 참고 자료
- 고경식; 김윤식 (1988). 《원색한국식물도감》. 서울: 아카데미서적.